# Berliet VUDB
La Berliet VUDB est un véhicule militaire blindé conçu pendant l'entre-deux-guerres par le constructeur français Berliet. Il est utilisé par l'armée française au Maroc, en Algérie, en Tunisie et en Afrique-Occidentale française et par l'armée puis la gendarmerie belges.

## Conception
En mai 1929, l'armée française considère la nécessaire modernisation de ses forces engagées dans la « pacification » du Maroc. Berliet propose un véhicule de prise de contact, dérivé de la voiture de liaison tout-terrain Berliet VUR. Prévue pour les opérations menées au sud du Maroc, la voiture de prise de contact est destinée à la reconnaissance, au côté d'automitrailleuses destinées au combat (modèle Panhard) et d'infanterie portée sur camions.
Aucun prototype n'est construit lorsque l'armée française passe commande du VUDB.

### Caractéristiques

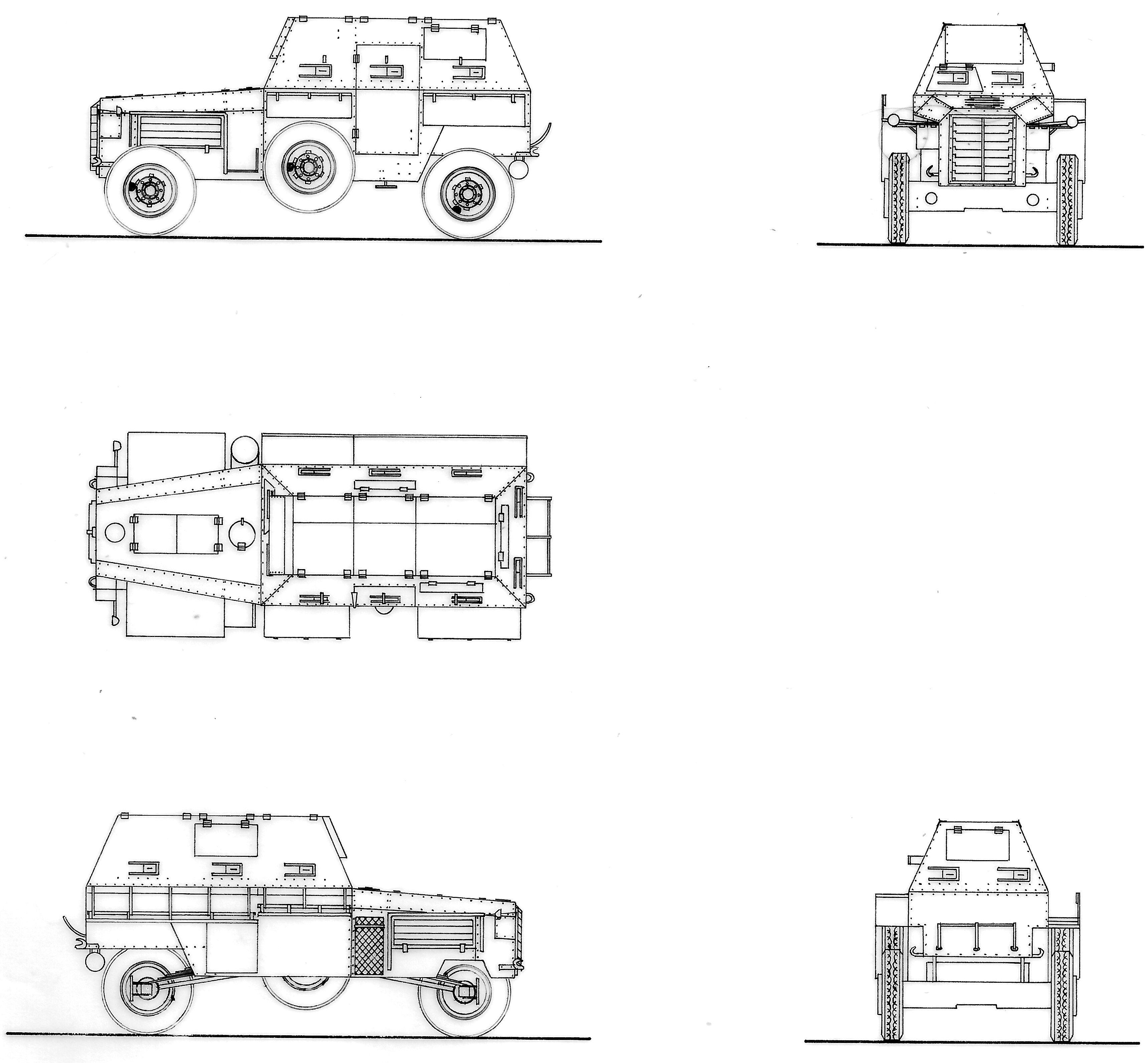
Vues de côté, de dessus, d'avant et d'arrière du Berliet VUDB.

Pour limiter les coûts de production, le véhicule ne dispose pas d'une tourelle mais de meurtrières dans son blindage. Il est armé de deux fusils-mitrailleurs modèle 24/29, qu'il faut déplacer dans la caisse pour tirer.
Le Berliet est d'abord motorisé par un moteur MLSB 6-cylindres de 2 517 cm3 insuffisant pour un véhicule qui s'est alourdi d'une tonne par rapport aux prévisions. En 1932-1933, tous les véhicules français reçoivent un moteur 4 cylindres de 3 308 cm3 et sont parfois appelés VUDB 5.

### Variantes
La carrosserie du VUDB sera réutilisée pour les deux prototypes Berliet VPRM, essayés sans suite en 1930.

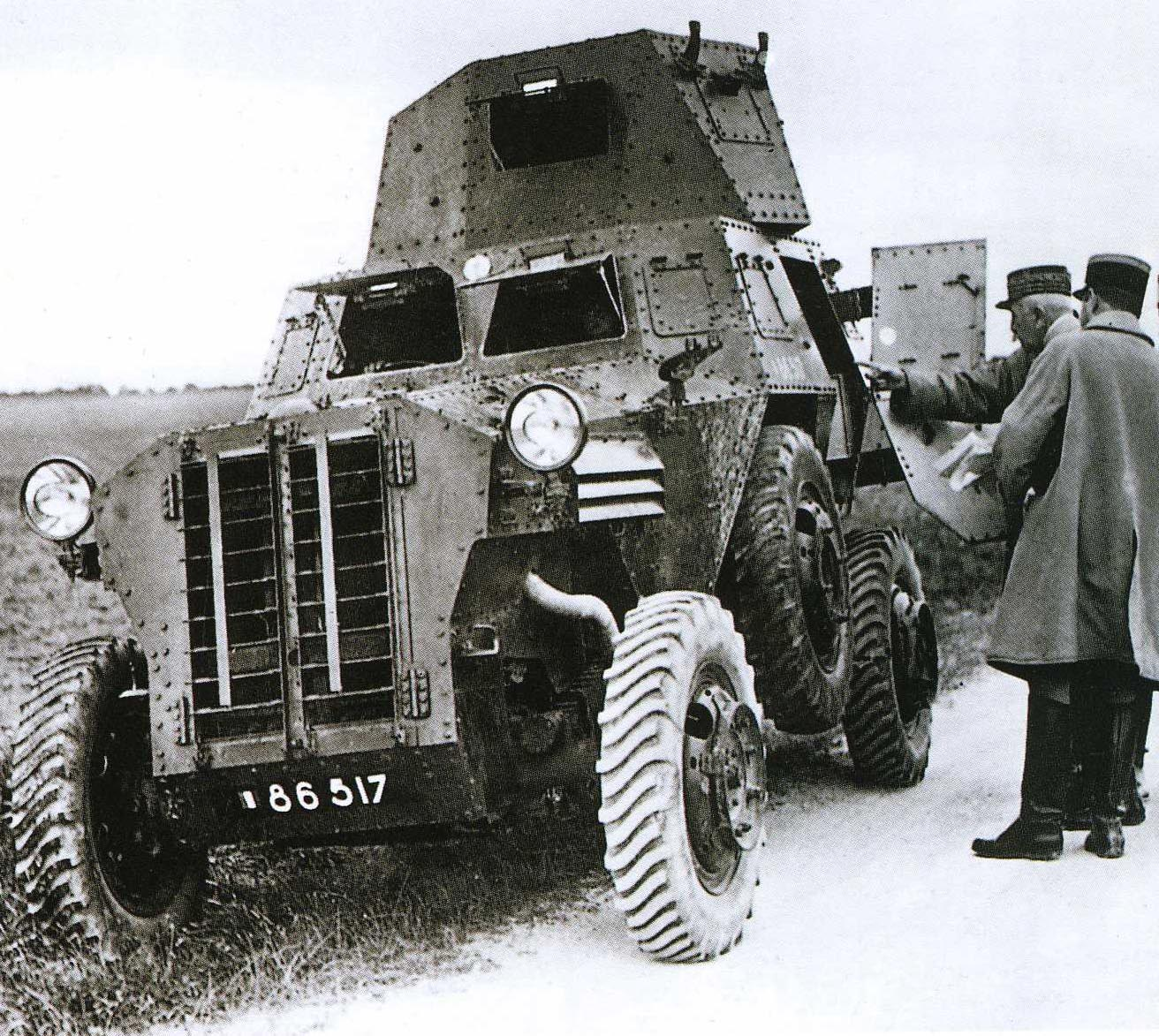
Automitrailleuse VUDB 4 lors des manœuvres de 1932.

Une automitrailleuse directement dérivée de la VUDB, la VUDB 4, est commandée en quatre exemplaires en 1931. Armée d'une mitrailleuse de 7,5 mm en tourelle et équipée d'origine du moteur 4 cylindres, elle est testée en 1932,. Servant en métropole, les VUDB 4 sont assez vite transformées en véhicules-radios après ablation de leur tourelle.
La désignation Berliet VUDB 2 et VUDB 4 est également utilisée par Berliet pour désigner une torpédo.

## Service

### En France
L'armée française commande cinquante exemplaires de la voiture VUDB en 1930 et l'armée belge douze.
La voiture de pré-série est testée en métropole puis les VUDB entrent rapidement en service au Maroc au 27e escadron d'automitrailleuses de cavalerie (EAMC), au 1er régiment étranger de cavalerie (REC) et à la 2e compagnie montée du 2e régiment étranger d'infanterie (REI). Cette compagnie rejoint le 1er juillet 1931 le 1er REI.
Les voitures, engagées en opération dès février 1931, se révèlent peu réussies. Les équipages déplorent leur faible blindage qui ne protège pas à courte distance, l'absence d'inverseur qui empêche de manœuvrer rapidement vers l'arrière en cas d'embuscade, le faible armement, le centre de gravité trop haut, les faiblesses mécaniques du véhicule et son moteur pas assez puissant.
Fin 1932, les Berliet sont modifiés pour corriger certains de ces défauts. Ils sont en particulier re-motorisés. Avec une meilleure instruction des équipages et une doctrine d'emploi mieux définie en plus de ces modifications mécaniques, les Berliet se révèlent beaucoup plus satisfaisant pour leur usage.

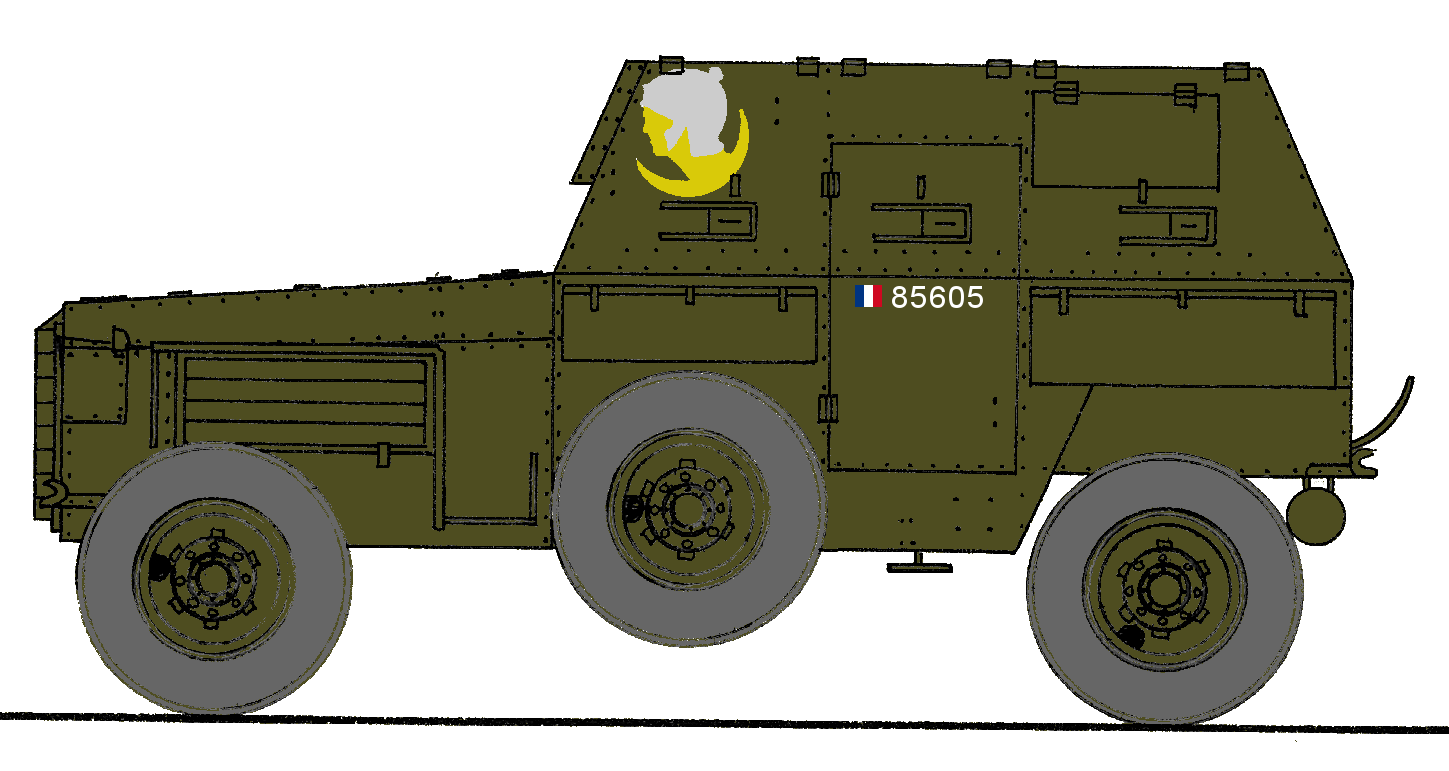
Représentation d'un Berliet VUDB du 5e escadron du 1er REC en 1935.

En mars 1933, les pelotons de Berliet du 1er REI rejoignent le 1er REC. En mai 1933, le 27e EAMC est dissous pour motoriser le 1er régiment de chasseurs d'Afrique (RCA). Le 4e escadron du 1er RCA (4/1er RCA) opère donc sur Berliet. Au 1er REC, les VUDB servent au 5e et 6e escadrons (5 et 6/1er REC), ainsi qu'au centre d'instruction régimentaire situé à Sousse (Tunisie). En septembre 1934, les Berliet du 6/1er REC, dissout, sont affectés au 2e escadron du 4e RCA en Tunisie. Les Berliet du 4/1er RCA passent au 3e escadron en 1936.
À la mobilisation de septembre 1939, seulement trente-deux VUDB sont en service, une douzaine au 3/1er RCA au Maroc, une poignée avec le centre du 1er REC de Sousse et le reste au 2/4e RCA également en Tunisie. Les VUDB du 1er RCA sont remplacés dès novembre 1939 par des Hotchkiss H35.
Après l'armistice, les 22 VUDB restés en service sont regroupés en Afrique-Occidentale française au sein du 8e groupe autonome de chasseurs d'Afrique, qui devient ensuite le 8e RCA. D'autres sont stockés et quelques-uns sont utilisés pendant la campagne de Tunisie jusqu'en 1943.

### En Belgique
L'armée belge commande douze VUDB en 1930 pour un usage métropolitain. Ils permettent la modernisation du parc blindé belge et remplacent les automitrailleuse Minerva du 2e régiment de lanciers, qui dataient de 1914. Les Berliet, trop hauts et sous-motorisés, sont rapidement transférés à la Gendarmerie qui les affecte à ses régiments légers. On trouve des traces de l'usage des VUDB belges pendant la campagne des 18 jours, jusqu'au 17 mai 1940,.